# Vicariato apostólico de Jima-Bonga
El vicariato apostólico de Jima-Bonga (en latín: Vicariatus Apostolicus Gimmaen(sis)-Bonganus) es una circunscripción eclesiástica de rito latino de la Iglesia católica en Etiopía. Desde el 5 de diciembre de 2009 su obispo es Markos Ghebremedhin, C.M.

## Territorio y organización
El vicariato apostólico extiende su jurisdicción sobre los fieles católicos de rito latino residentes en las zonas de Bench Sheko, Sheka y Kaffa de la región de los Pueblos del Suroeste; el woreda especial de Yem de la región de las Naciones, Nacionalidades y Pueblos del Sur; y la zona de Jima y parte de la zona de Illubabor de la región de Oromía.
La sede del vicariato apostólico está en la ciudad de Jima, en donde se encuentra la Procatedral de la Santísima Virgen María.
En 2020 el territorio estaba dividido en 53 parroquias. 

## Historia
La prefectura apostólica de Jima-Bonga fue erigida el 10 de junio de 1994 con la bula Ad expeditius del papa Juan Pablo II, separando territorio del vicariato apostólico de Nekemte.
El 16 de noviembre de 2000 cedió una parte de su territorio para la erección de la prefectura apostólica de Gambela (hoy vicariato apostólico de Gambela) mediante la bula Cum esset petitum del papa Juan Pablo II.
El 5 de diciembre de 2009 la prefectura apostólica fue elevada al rango de vicariato apostólico con la bula Cum in Apostolica del papa Benedicto XVI.

## Episcopologio
- Berhaneyesus Demerew Souraphiel, C.M. (10 de junio[4] de 1994-7 de noviembre de 1997 nombrado administrador apostólico de Adís Abeba)
- Theodorus van Ruijven, C.M. (9 de julio de 1998-23 de julio de 2009 nombrado vicario apostólico de Nekemte)
- Markos Ghebremedhin, C.M., desde el 5 de diciembre de 2009

## Estadísticas
De acuerdo al Anuario Pontificio 2021 el vicariato apostólico tenía a fines de 2020 un total de 47 990 fieles bautizados.
| Año                                                                             | Población            | Población | Población      | Sacerdotes | Sacerdotes    | Sacerdotes    | Bautizados por sacerdote | Diáconos permanentes | Religiosos | Religiosos | Parroquias |
| Año                                                                             | Bautizados católicos | Total     | % de católicos | Total      | Clero secular | Clero regular | Bautizados por sacerdote | Diáconos permanentes | Varones    | Mujeres    | Parroquias |
| ------------------------------------------------------------------------------- | -------------------- | --------- | -------------- | ---------- | ------------- | ------------- | ------------------------ | -------------------- | ---------- | ---------- | ---------- |
| 1999                                                                            | 47 500               | 4 500     | 1.1            | 8          | 1             | 7             | 5937                     |                      | 13         | 21         | 7          |
| 2000                                                                            | 10 000               | 4 790 000 | 0.2            | 11         | 2             | 9             | 909                      |                      | 12         | 21         | 16         |
| 2001                                                                            | 10 083               | 2 800 000 | 0.4            | 8          |               | 8             | 1260                     |                      | 14         | 10         | 10         |
| 2002                                                                            | 10 378               | 3 000     | 0.3            | 8          |               | 8             | 1297                     |                      | 11         | 11         | 14         |
| 2003                                                                            | 10 753               | 3 099 900 | 0.3            | 8          |               | 8             | 1344                     |                      | 11         | 11         | 14         |
| 2004                                                                            | 11 235               | 3 200 400 | 0.4            | 8          |               | 8             | 1404                     |                      | 10         | 14         | 17         |
| 2007                                                                            | 12 185               | 3 500 000 | 0.3            | 7          |               | 7             | 1740                     |                      | 13         | 13         | 20         |
| 2010                                                                            | 20 000               | 3 794 615 | 0.5            | 21         | 12            | 9             | 952                      |                      | 15         | 17         | 34         |
| 2014                                                                            | 35 000               | 4 215 000 | 0.8            | 23         | 11            | 12            | 1521                     |                      | 21         | 21         | 14         |
| 2017                                                                            | 45 000               | 4 540 300 | 1.0            | 26         | 14            | 12            | 1730                     |                      | 19         | 16         | 40         |
| 2020                                                                            | 47 990               | 4 848 575 | 1.0            | 32         | 15            | 17            | 1499                     |                      | 29         | 21         | 53         |
| Fuente: Catholic-Hierarchy, que a su vez toma los datos del Anuario Pontificio. |                      |           |                |            |               |               |                          |                      |            |            |            |